# 27 Большой Медведицы
27 Большой Медведицы (лат. 27 Ursae Majoris), HD 83506 — одиночная звезда в созвездии Большой Медведицы на расстоянии приблизительно 479 световых лет (около 147 парсеков) от Солнца. Видимая звёздная величина звезды — +5,14m.

## Характеристики
27 Большой Медведицы — оранжевый гигант спектрального класса K0III. Радиус — около 17 солнечных, светимость — около 231,4 солнечных. Эффективная температура — около 5031 К.